# Picea maximowiczii
Picea maximowiczii é uma espécie de conífera da família Pinaceae.
Apenas pode ser encontrada no Japão.